# Fancy Future

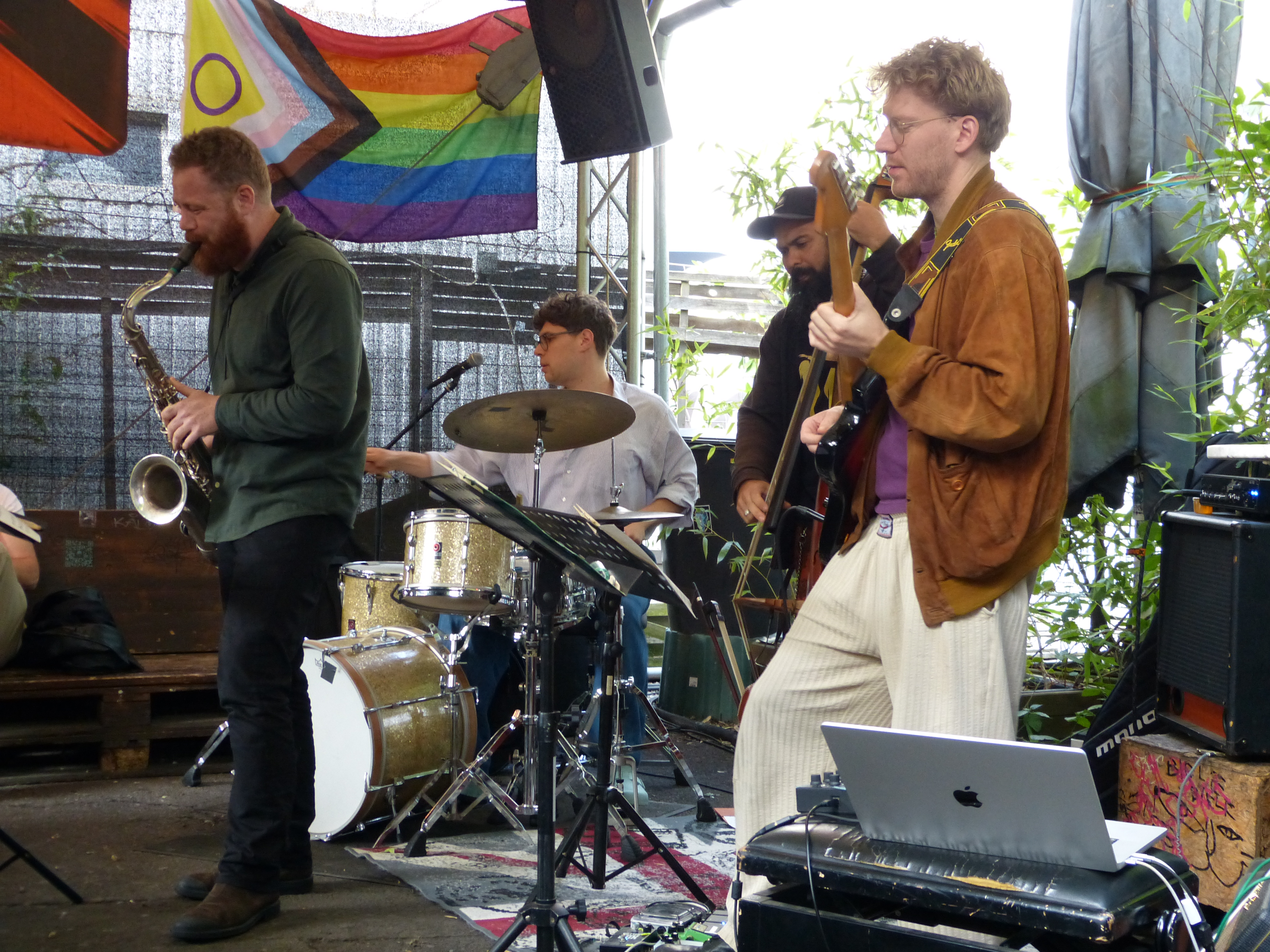
Stax 2025 im Artheater Köln

Fancy Future ist ein Musikalbum von Max Stadtfeld und seiner Band Stax. Die Aufnahmen erschienen am 21. Juni 2024 auf Boomslang Records.

## Hintergrund
Max Stadtfeld ist in den frühen 2020er-Jahren Schlagzeuger in mehreren Projekten, darunter Michael Wollnys Bau.Haus.Klang, Olga Reznichenko Trio, Philipp Rumsch Ensemble und anderen. In seinem eigenen Quartett STAX kann er seine Fähigkeiten als Bandleader und Komponist verwirklichen. Fancy Future ist – nach STAX (ACT, 2019) und Suboptimal (Klaeng Records, 2022) – das dritte Album des Leipziger Schlagzeugers mit seinem Quartetts STAX. Zu Max Stadtfelds Band gehörte wie schon bei den vorangegangenen Alben Matthew Halpin (Saxophone, Flöte), Bertram Burkert (Gitarre, Effektgeräte) und Reza Askari (Kontrabass). Zum Album erschien ein Comicheft, gezeichnet von Ebony Schneeweiß.

## Titelliste
- Max Stadtfeld Stax: Fancy Future (Boomslang Records)

1. Fancy Future 7:17
2. Comfort, Then Shock 6:12
3. Icecream / Stupefaction 5:27
4. Dooms and Doors / Dark Valley 5:34
5. Stuff Store 7:06
6. Psyched 7:20
7. Fix That Ship 5:32
8. Non Broken, Broken Piece 3:47

Die Kompositionen stammen von Max Stadtfeld.

## Rezeption
Stadtfelds Optimismus (eines „utopischen Gegenentwurfs“ zur Entwicklung der Welt) würde sich durch die gesamte Musik ziehen, wobei der fröhlichste Titel „Icecream / Stupefaction“ sei. Dieser habe die warme filmische Atmosphäre eines Krzysztof-Komeda-Soundtracks ohne Piano und verlasse sich stattdessen auf das telepathische Zusammenspiel von Bertram Burkerts Gitarre und Matthew Halpins Saxophon, meinte Jeremy Allen in The Quietus. Auch das Titelstück halte, was es verspricht, zumindest der „ausgefallene“ Teil; es klinge verträumt, doch der „zukünftige“ Teil von Fancy Future könnte es übertreiben. Dabei handelt es sich größtenteils um avantgardistische Streifzüge, die einst in der verbrannten Erde der Cool-Jazz-Szene der Nachkriegszeit die Zukunft darstellten. Auch der deutsche Jazz-Aufschwung der 1970er-Jahre mit Künstlern wie Klaus Doldinger und Theo Jörgensmann sei in der DNA des Tonträgers nachweisbar. Das soll nicht heißen, dass sich diese Musik jemals alt anfühle – ihre progressiven Tendenzen seien zu eigensinnig, um Massenanklang zu finden, was bedeute, dass im Schatten immer ein Gefühl der Subversion lauere.
Stadtfelds Musik mit seiner Gruppe STAX würde jedenfalls einen warmen Melos entwickeln, der einen die Augen schließen lasse, schrieb Martin Laurentius in Jazz thing; sie besitze gleichzeitig „diesen emotionalen Cry“, der einen oftmals doch wieder wachrüttele, und habe einen zupackenden Groove, der einen nicht mehr loslasse. Die vier Musiker würden auf Augenhöhe interagieren, vieles scheine aus dem Augenblick heraus zu entstehen und besitze dieses Moment, sich fest im Jetzt verorten zu wollen. Die Produzentenhandschrift von Alex Binder trage das ihre dazu bei, dass die acht Stücke ganz direkt und so überhaupt nicht nach Jazz klingen.
Nach Ansicht von Martin Hufner, der Fancy Future in der Neuen Musikzeitung besprach, handelt es sich um „schwerst lässigen“ kammermusikalischen Jazz. Geschmeidig kreise die Flöte von Matthew Halpin über den Gitarrenklängen von Bertram Burkert, mische sich mit ihnen, darunter das Schlagzeug von Max Stadtfeld und Reza Askari am Bass mit grundsätzlichen Bewegungskommentaren. Manchmal sei die Musik auch bittertonvoll, selten melancholisch. Letztlich sei es „eine großherzige Klangmusik, kompromittierend rund und herbstlich reif.“